# Трембита
Тремби́та (укр. трембіта, пол. trombita, от старогерманского «trumba», труба) — одна из разновидностей альпийского рога, род обёрнутой берестой деревянной трубы. Является народным музыкальным инструментом украинских горцев — гуцулов, которые проживают в основном на Западной Украине, а также в Восточной Польше, Словакии и северной Румынии.

## Конструкция
Трембита представляет собой деревянную трубу длиной до четырёх метров и диаметром около 30 мм, расширяющуюся в раструбе. Не имеет вентилей и клапанов. В узкий конец трембиты вставляется роговое или металлическое дульце (пищик), от величины которого зависит высота звукового ряда. Изготовляется предпочтительно из стволов деревьев, в которые ранее ударила молния, что придаёт трембите уникальное звучание.
Основная сложность изготовления состоит в точном серединном разрезе ствола и последующем аккуратном выдалбливании древесины, пораженной молнией, чтобы оставить 3-7 мм по краю ствола для корпуса будущего инструмента. Карпатские трембиты изготавливаются из ели европейской (смереки) и половинки инструмента скрепляются плотными кольцами из еловых ветвей. Мелодию исполняют преимущественно в среднем и верхнем регистре.

## Современное использование
Сегодня трембита часто используется в украинских этнографических ансамблях и как эпизодический инструмент в украинских оркестрах народных инструментов.
Трембита была показана на Евровидении 2004 года украинским лауреатом конкурса Русланой во время исполнения песни «Дикие танцы».
Трембита также используется украинскими группами Onuka и Dakh Daughters (песня «Dark side»).
В World music произведениях Гафаров, Булат Рафаэлевич и Токэ-Ча.
Самая длинная трембита (8,35 м) была сделана польским народным музыкантом из Чехии Юзефом Хмиелем [1].

## Распространение
Встречается у гуцульских (украинских), польских, словацких, венгерских, пастухов. На Украине трембита распространена в восточной части Украинских Карпат, в частности на Гуцульщине, в Польше — среди гуралей Бескидов и Подгалья.
Используется для сообщения о различных событиях (приближении колядующих, свадьбе, смерти, похоронах) соответствующей призывной или печальной мелодией, а также для исполнения пастушьих мелодий.
Аналогами трембиты у народов Европы являются альпийский рог (он же альпхорн) у немцев, австрийцев и швейцарцев, лур у норвежцев, бушен/бушин/рикало (серб. бушен, бушин, рикало/bušen, bušin, rikalo) у сербов и влахов Хомолья и окрестностей Неготина и бучум у румын и молдаван (рум. bucium).